# 상남중학교 (경남)
상남중학교는 경상남도 밀양시에 있었던 공립 중학교다.

## 학교 연혁
- 1969. 11. 17 밀양중학교 상남분교 설립인가(6학급)
- 1970. 03. 05 밀양중학교 상남분교로 개교
- 1970. 12. 31 상남중학교 독립인가(6학급)
- 1971. 03. 18 초대 박석희 교장 취임
- 2000. 03. 01 학칙 변경(3학급)
- 2013. 09. 01 제24대 정영규 교장 취임
- 2014. 02. 14 제42회 졸업식(14명, 총 졸업생수 5,032명)
- 2015. 02. 28 기숙형 중학교 미리벌중학교 개교로 인한 통폐합으로 인해 45년만에 폐교[1]

## 폐교 이후
폐교 이후, 상남중학교 자리에는 밀양영화고등학교가 2017년에 개교하였다.